# Markowo (Morąg)
Markowo est un village polonais de la voïvodie de Varmie-Mazurie, dans le powiat d'Ostróda.

## Histoire
De 1818 à 1945, Reichertswalde fait partie de l'arrondissement de Mohrungen (de) dans le district de Königsberg au sein de la province de Prusse-Orientale.

## Personnalités liées à la ville
- August von Dohna-Lauck (1728-1796), général prussien